# 西脇一樹
西脇 一樹（にしわき かずき、1994年10月29日 - ）は、日本の男子プロテニス選手。京都府宇治市出身。ランキング自己最高位はシングルスATPランク608位 、JTAランク25位。身長178cm。右利き、バックハンド・ストロークは両手打ち。明治大学卒業。TeamREC所属。

## 来歴
10歳で本格的にテニスを始め、スクールに通い市内の大会で優勝するなど下積みを重ねる。長野県松商学園高等学校に進学後、インターハイでシングルスでベスト16、ダブルスで優勝に入る。
明治大学に入り、チームの主要メンバーとして活動、インカレで2015年にシングルスベスト16、2016年にはベスト4と成績を上げプロ転向を意識する。
その後行われた全日本選手権のダブルスではベスト4入りした。
2017年プロデビュー後、初めて海外のフューチャーズ大会に参戦し始め、2018年に入ると、愛媛フューチャーズでのベスト4を皮切りに、ベトナムフューチャーズF1でベスト8、同じくF2でベスト8、さらにシンガポールフューチャーズではベスト4となった。2018年から山喜と所属契約。2021年からTeamRECと所属契約

## 経歴
- 2012年 インターハイシングルスベスト16、ダブルス優勝
- 2012年 国体シングルスベスト8
- 2015年 インカレベスト16
- 2016年 インカレベスト4
- 2016年 全日本テニス選手権大会 ダブルスベスト4
- 2018年 愛媛フューチャーズ ベスト4
- 2018年 ベトナムF1フューチャーズ ベスト8
- 2018年 全日本テニス選手権大会 ベスト32
- 2018年 ベトナムF2フューチャーズ ベスト8
- 2018年 ラボバンク・オルデンザール・フューチャーズ シングルスベスト4、ダブルス準優勝
- 2018年 シンガポールフューチャーズ ベスト4
- 2021年 チェニジアフューチャーズ ダブルス優勝
- 2022年 島津全日本室内テニス選手権　シングルス優勝